# Bandar Panjang
Bandar Panjang is een bestuurslaag in het regentschap Mandailing Natal van de provincie Noord-Sumatra, Indonesië. Bandar Panjang telt 395 inwoners (volkstelling 2010).